# خواكين رودريغو
خواكين رودريغو فيدري (بالإسبانية:Joaquín Rodrigo Vidre) موسيقار إسباني راحل. (22 نوفمبر 1901 - 6 يوليو 1999) كان مؤلفا للموسيقى الكلاسيكية عازفا على البيانو. رغم كونه كفيفا منذ سنين عمره الأولى، فقد حقق نجاحا عظيما. عدت موسيقى رودريغو من بين الموسيقى الكلاسيكية الأكثر شعبية في القرن العشرين، وخصوصا كونشيرتو دي آرانخويث Concierto de Aranjuez، التي تعتبر قمة في الموسيقى الإسبانية وواحدة من مراجع كونشيرتات الغيتار.

## الحياة
ولد في ساغونتو وهي مدينة تاريخية في مقاطعة فالنسيا شرقي إسبانيا، وفقد بصره بشكل تام تقريبا في سن الثالثة بسبب إصابته بالدفتيريا. بدأ دراسة السولفاج والبيانو وفن الأداء الصوتي في سن الثامنة. الهارمونيكا والتلحين بدأ من سن السادسة عشر. وبتميزه كونه نشأ على موسيقى الغيتار الإسبانية فقد اشتهر أعماله الموسيقية عالميا كونها تضمنت إدخال الإيتار في تكوينها. لم يقم بكتابة نص ألحان النوتات الموسيقية بنفسه بل قام بكتابتها بطريقة بريل، لتعد لاحقا للنشر.
درس رودريغو الموسيقى على يد فرانسيسكو أنتيك في فالينسيا، كما درسه بول دوكا الموسيقار الفرنسي في «اكول نورمال دو موزيك» في باريس. بعد عودة قصيرة إلى إسبانيا، عاد مجددا إلى باريس حيث درس علم الموسيقى "Musicology"، بداية مع موريس إيمانويل ثم مع أندريه بيرو.
أولى أعماله الموزعة أرخت في العام 1923. في العام 1925 حاز جائزة إسبانيا الوطنية عن عمله " Cinco piezas infantiles" «قطع الأطفال الخمسة». بدأ من العام 1947 صار رودريغو بروفيسورا في تاريخ الموسيقى. وليحل محل الموسيقار مانويل دي فيلا الذي رحل في 1946 في مقعده بكلية الفلسفة والآداب في جامعة الكمبلوتنسي بمدريد.
أكثر أعماله شهرة كونشرتو دي آرانخويث Concierto de Aranjuez تم تلحينها في العام 1939 في باريس، وهي كونشيرتو تؤدى بالإيتار والأوركسترا، حركة الوتيرة الموسيقية تلك عدت من أشهر الموسيقى الكلاسيكية المعروفة في القرن العشرين، وذلك بتفاعل مميز بين الإيتار والقيثارة الإنكليزية "Cor anglais". تم تبني هذه الحركة لاحقا من قبل موسيقي الجاز الأمريكي مايلز ديفز في ألبومه الصادر العام 1960 «اسكتشات إسبانيا» أو «ملامح إسبانيا» "Sketches of Spain".
نجاح كونشيرتو رودريغو تلك أدى إلى ظهور عدد من عازفي السولو المنفردين السائرين على خطاه منهم جامس غالواي عازف موسيقى الفلوت الكلاسيكي، وعازف التشيلو جوليان لويد ويبر.
في 1954 ألف رودريغو كونشيرتو «فانتازيا بارا أون جنتيلومبري» Fantasia para un Gentilhombre أو «تخيلات الرجل النبيل» نزولا على طلب أندرياس سيغوفيا.
مقطوعته كونشيرتو الأندلس "Concierto Andaluz" قام بعزفها بأربعة غيتارات مع الاوركسترا سيليدونيو روميرو نفسه برفقة أبنائه الثلاثة.
لم تحقق أعمال أو كونشيرتات رودريغو الأخرى مستوى النجاح الذي حققته كونشيرتو دي آرانخويث أو فانتازيا بارا أون جنتيلومبري وذلك على مستوى التسجيلات أو الاسطوانات.
في العام 1991 تم تكريم خواكين رودريغو حيث منحه الملك خوان كارلوس ملك إسبانيا لقب "Marqués de los Jardines de Aranjuez"، كما حاز في 1996 «وسام جائزة أمير أستورياز» وهو أرفع وسام تكريمي مدني في إسبانيا. حصل في العام 1998 على وسام الفنون والآداب من رتبة قائد من قبل الحكومة الفرنسية.
تزوج في فالينسيا من عازفة البيانو المولودة في تركيا فيكتوريا قمهي والتي التقاها في باريس في 19 يناير 1933 وأنجبا ابنتهما سيسيليا التي ولدت في 27 يناير 1941. توفي رودريغو في مدريد العام 1999 عن عمر يناهز 97 عاما.
خواكين رودريغو وزوجته فيكتوريا دفنا في مقبرة آرانخويث.

## أعمال

### أوركسترالية
- Adagio Para Orquesta de Instrumentos de Viento أول نشر للجمهور في بيتسبيرغ، بنسلفانيا 1966.
- Soleriana أول أداء من قبل فرقة برلين فيلهارمونيك "Berlin Philharmonic" في 22 أغسطس 1953 في برلين.

### كونشيرتات
- تشيلو
  - Concierto en modo galante 1949
  - Concierto como un divertimento 1978 - 1981
- فلوت
  - Concierto pastoral 1978
- غيتار
  - كونشيرتو دي آرانخويث 1939
  - Concierto Andaluz 1967
  - Concierto para una fiesta
  - Fantasía para un gentilhombre 1954
  - Concierto heroico 1942 جائزة الموسيقى الوطنية
  - Concierto madrigal 1968
- هارب
  - Concierto serenata 1954
- بيانو
  - Juglares 1923; أول أداء كان في 1924, فالينسا
  - Concierto heroico 1943
- فيولين
  - Concierto de estío 1944

### مقطوعات موسيقية دون كلمات "Instrumental"
- غيتار
  - Invocación y danza 1961 حازت الجائزة الأولى في Coupe International de Guitare, من قبل هيئة الإذاعة والتلفزيون الفرنسية "RTF".
  -  قطع إسبانية ثلاث - Tres Piezas Espanolas Fandango,Passacaglia,Zapateado
  - Elogio de la guitarra 1971
  - Two Preludes
  - En Los Trigales
  - Sonata Giocosa

### كورال / فوكاليز
- Per la flor del Lliri Blau 1934; الجائزة الأولى، Círculo de Bellas Artes
- Ausencias de Dulcinea 1948; الجائزة الأولى، Cervantes Competition
- Tres viejos aires de danza 1994
- Villancicos y canciones de navidad 1952; Ateneo de Madrid جائزة;
- Cuatro canciones sephardies 1965;

## غيتار وصوت
- Coplas del Pastor Enamorado 1935
- Tres Canciones Espanola 1951
- Tres Villancicos 1952
- Romance de Durante 1955
- Folías Canarias 1958
- Aranjuez, ma pensée 1988